# 紐根·維班諾夫
紐根·維班諾夫（Yordan Varbanov，1980年2月15日—），一般称作丹喬，保加利亞职业足球运动员，现效力于中国足球超级联赛球会杭州綠城队。